# South Dum Dum
South Dum Dum (alternativt South Dumdum) är en stad i Indien och ligger strax nordost om Calcutta. Den är belägen i distriktet North 24 Parganas i delstaten Västbengalen. Staden, South Dum Dum Municipality, ingår i Calcuttas storstadsområde och hade 403 316 invånare vid folkräkningen 2011.